# Sansac-Veinazès
Sansac-Veinazès är en kommun i departementet Cantal i regionen Auvergne-Rhône-Alpes i mitten av Frankrike. Kommunen ligger  i kantonen Montsalvy som ligger i arrondissementet Aurillac. År 2022 hade Sansac-Veinazès 201 invånare.

## Befolkningsutveckling
Antalet invånare i kommunen Sansac-Veinazès
Referens:INSEE